# アオワイファイ
アオワイファイは、日本のソングライター、編曲家、DJ。TOKYO LOGIC所属。ボカロPとしても活動。

## 略歴
2018年、ニコニコ動画に『カメレオン / 初音ミク』を初投稿。
2021年にはTOKYO LOGICに所属。
2022年には関ジャニ∞『CIRCLE』の作詞作曲を担当するなど、活動の幅を広げている。
2023年、ニコニコ超会議にて超ボカニコへ出演。

## 人物
大阪府育ち。高校までは硬式野球部に所属。大学在学時にVOCALOIDと出会い、ボカロPとしての活動を始める。
バンド経験はなく、幼少期にNintendo DSのソフト『大合奏!バンドブラザーズ』のおまけ機能である譜面作成機能を用いて、野球の応援歌などの耳コピをし遊んでいた。
よく聴いていた音楽として、KANA-BOON、いきものがかり、星野源、MOSAIC.WAV、IOSYSを挙げている。

## ディスコグラフィー
|           | 発売日     | タイトル | 楽曲数 |
| 1st ALBUM | 2019/11/17 | 『おいでよ!ワイファイSPOTへ』 1. カメレオン 2. デカダンサー 3. パラノイア 4. ハイロー人生論 5. 明晰夢 6. 1224 7. レミニセンス・バンプ 8. ナッシングバット・スカイ 9. トビキリミライ! 10. ナツカゼ 11. おいでよ!ワイファイSPOTへ | 全11曲 |
| --------- | ---------- | --- | ------ |

|           | 発売日     | タイトル | 楽曲数 |
| 2nd ALBUM | 2023/11/19 | 『YOU KNOW！？』 1. 知らん。 2. 知っとるわ！ 3. JokerBoy 4. 光学迷彩リンガリング 5. ミディスピアーチェ 6. たいがいだぞっ 7. ワナアイステップ 8. Nail 9. ミュータント 10. ハキダメスパイラル 11. EEYONA！ 12. ノーライフノー人生 | 全12曲 |
| --------- | ---------- | --- | ------ |

## 楽曲提供

### ゲーム
- アイドルマスター シンデレラガールズ
  - 「Let's Sail Away!!!」（作曲・編曲）
  - 「UNIQU3 VOICES!!!」（作詞・作曲）
  - 「セレブレイト・スターレイル」（作曲・編曲）
  - 「バラカストーリア 〜月と太陽に祝福を〜」（作詞・作曲・編曲）
  - 「EPHEMERAL AЯROW」（作詞）
- THE IDOLM@STER SideM
  - 「はるかぜバトン」（作曲・編曲）
  - 「ぽっぷこーん・くろーぜっと！」（作曲・編曲）
  - 「The Radical JOKER」（作曲・編曲）
- ウマ娘 プリティーダービー
  - 「ピスピス☆スピスピ ゴルシちゃんのうた」（作詞・作曲・編曲）
- A3!
  - 「Be Greedy Diver!」（作詞）
  - 「Say You Kidding Me!?」（作詞）
- Readyyy!
  - 「Mr. LaseR 」Team Flame（作詞）
  - 「Are you Readyyy？」（作詞）
- ワールドフリッパー
  - ゲーム内BGM
  - 「バイナリープラネット」（作曲）
- CHUNITHM LUMINOUS PLUS
  - 「わたしはオッセルヴァトリーチェ！」（作詞・作曲・編曲）
- beatmania IIDX 30 RESIDENT
  - 「Luna Plena」（作詞・作曲・編曲）
- beatmania IIDX 31 EPOLIS
  - 「My Sweet Bird?」（作詞・作曲・編曲）
- maimaiでらっくす
  - 「ふらふらふら、」feat.犀羅（作詞・作曲・編曲）
- アークナイツ
  - 「長い夜は明ける」（作詞・作曲・編曲）
  - 「緑雨の言葉」（作詞・作曲・編曲）
  - 「Faraway Holiday」（作曲・編曲）
- オンゲキ bright MEMORY
  - 「Resolution」（共作詞）[5]
- オンゲキ Re:Fresh テーマソング
  - 「WakeUP MakeUP FEVER!」（作詞・作曲・編曲）[6]

### アニメ
- イジらないで、長瀞さん 2nd Attack　キャラクターソング
  - 「れっつごースマイリー！[7]」（作曲・編曲）　ヨッシー(CV.鈴木愛奈)
- ヘタリアWorld★Stars　キャラクターソング
  - 「ハイフン？ノットハイフン？」（共編曲）[8]
- AUO feat. MORISAKI WIN　オープニングテーマ
  - 「DAY1」（作曲）[9]
- 攻略うぉんてっど！～異世界救います！？～　エンディングテーマ
  - 「レゾナンス・レゾナンス」（作詞・作曲・編曲） 　イノー（CV.日笠陽子）、エンヤァ（CV.加隈亜衣）
- 神は遊戯に飢えている。 6話エンディングテーマ
  - 「ユウキノハナ」（作詞・作曲・編曲）　パール（CV.立花日菜）
- 2.5次元の誘惑　キャラクターソング
  - 「逢い合い傘」（作詞・作曲・編曲）　天乃リリサ(CV.前田佳織里)・橘美花莉(CV.鬼頭明里)

### 舞台
- ミュージカル「DREAM!ing」
  - 舞台楽曲・BGM

### アーティスト
- 関ジャニ∞
  - 「CIRCLE」（作詞・作曲）
- すとぷり
  - 「すとぷりnoりみっと宣言！Strawberry Prince NO LIMIT」（作詞・作曲・編曲）
- 小倉唯
  - 「Empty//Princess.」（共作詞・共作曲）
- 古川慎
  - 「Like a sunflower」（作曲・編曲）

- JamsCollection
  - 「NEW ERA PUNCH!!」（作詞・作曲・編曲）
  - 「最先端フォーミュラー」（作詞・作曲・編曲）
- Peel the Apple
  - 「アオハルスケッチ」（作詞・作曲）
- YUMEADO EUROPE
  - 「ユメ/ウツツ・ボーダレス[10]」（作詞・作曲）
  - 「かくし味はポップホイップ」（作詞）
- 夢喰NEON
  - 「ボンボヤージュ！」（作詞・作曲・編曲）

- CURTiA
  - 「プラネタ」（作詞・作曲・編曲）
  - 「SMILE WAVE」（作詞・作曲・編曲）
- 月紫アリア
  - 「アリアの最強しもべ計画♡」（作詞・作曲・編曲）
- 柴田浩平(from coe)
  - 「ロストピース」（作詞・作曲・編曲）[11]

- すたーべあ!
  - 「キャンディ・キャンディ・ワンダーランド」（作曲・編曲）
  - 「ライジング☆☆STARS!!」（作詞）
- CHARMS!![12]
  - 「La'Cream」（作曲）
  - 「決して枯れぬ花」（作曲・編曲）
  - 「ごーすとはーもにー」（作曲・編曲）

- 新章アイマリンプロジェクト[13]
  - 「爽快奪回Sunlight」（共作詞・共作曲(YASUHIRO(康寛)と共同)
- BANZAI JAPAN
  - 「BANZAI FIGHTER」（作詞・作曲・編曲）
- アルテミスの翼
  - 「サイノーカイカー！」（作詞・作曲・編曲）
  - 「ライラック宣言」（作詞・作曲・編曲）
  - 「Proud Of」（作詞・作曲・編曲）